# Jaume Vilà i Comas
Jaume Vilà i Comas (l'Armentera, Alt Empordà, 5 d'abril de 1917 – l'Escala, Alt Empordà, 20 de novembre de 1977) fou un instrumentista de trompeta i compositor de sardanes.
Fill de Josep Maria Vilà i Saliner, residí a l'Escala des de molt petit, als 15 anys va ingressar a la cobla Emporitana, de Verges, on va actuar fins al 1936. Després de la guerra, s'incorporà a La Principal de l'Escala com a primer trompeta, amb el seu pare (segon trompeta) i el seu germà Josep Maria (fiscorn). Quan la cobla es dissolgué (1957) els dos germans van passar a La Principal de Figueres i el pare es jubilà. Jaume hi actuà fins al 1971, quan una cruel malaltia el feu deixar la feina. Festa assenyalada i Saltant les roques són dues de les seves sardanes que encara es toquen actualment.